# Triplopogon
Triplopogon,  es un género de plantas herbáceas de la familia de las gramíneas o poáceas. Es originario de Bombay en la India.

## Etimología
El nombre del género deriva de las palabras griegas triplasios (triple) y pogon (barba), en alusión a las glumas, con tres mechones de pelo. 

## Especies
- Triplopogon ramosissimus
- Triplopogon spathiflorua